# Rivaz
Rivaz is een gemeente en plaats in het Zwitserse kanton Vaud en maakt sinds 1 januari 2008 deel uit van het district Lavaux-Oron. Voor 2008 maakte de gemeente deel uit van het toenmalige district Lavaux.
De Zwitserse schrijfster, journaliste en feministe Alice Rivaz (1901-1998) ontleende haar pseudoniem aan de naam van deze gemeente.